# Elbebrücke Wittenberge (Eisenbahn)

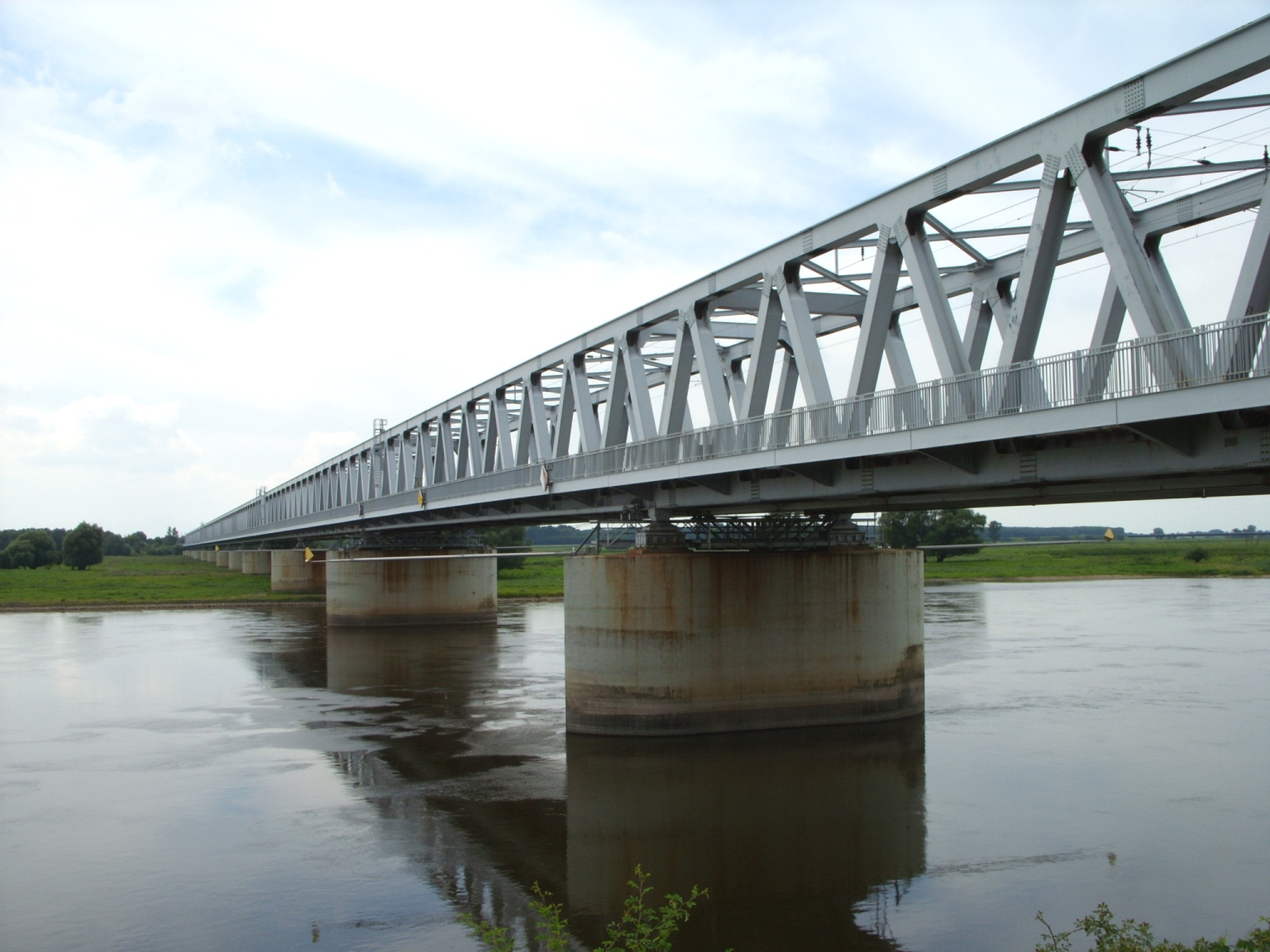
Elbebrücke Wittenberge

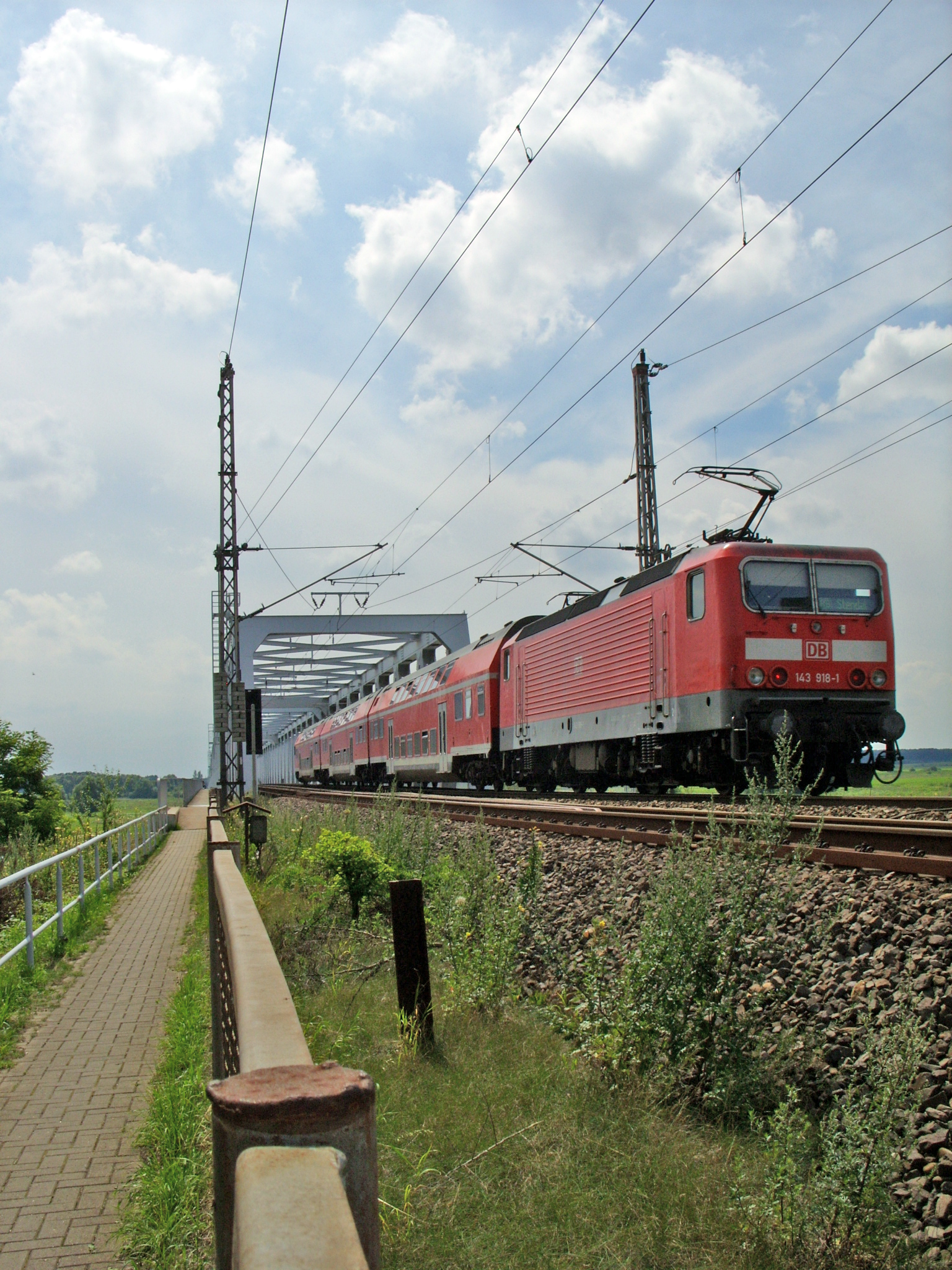
Regionalbahn nach Stendal beim Befahren der Brücke

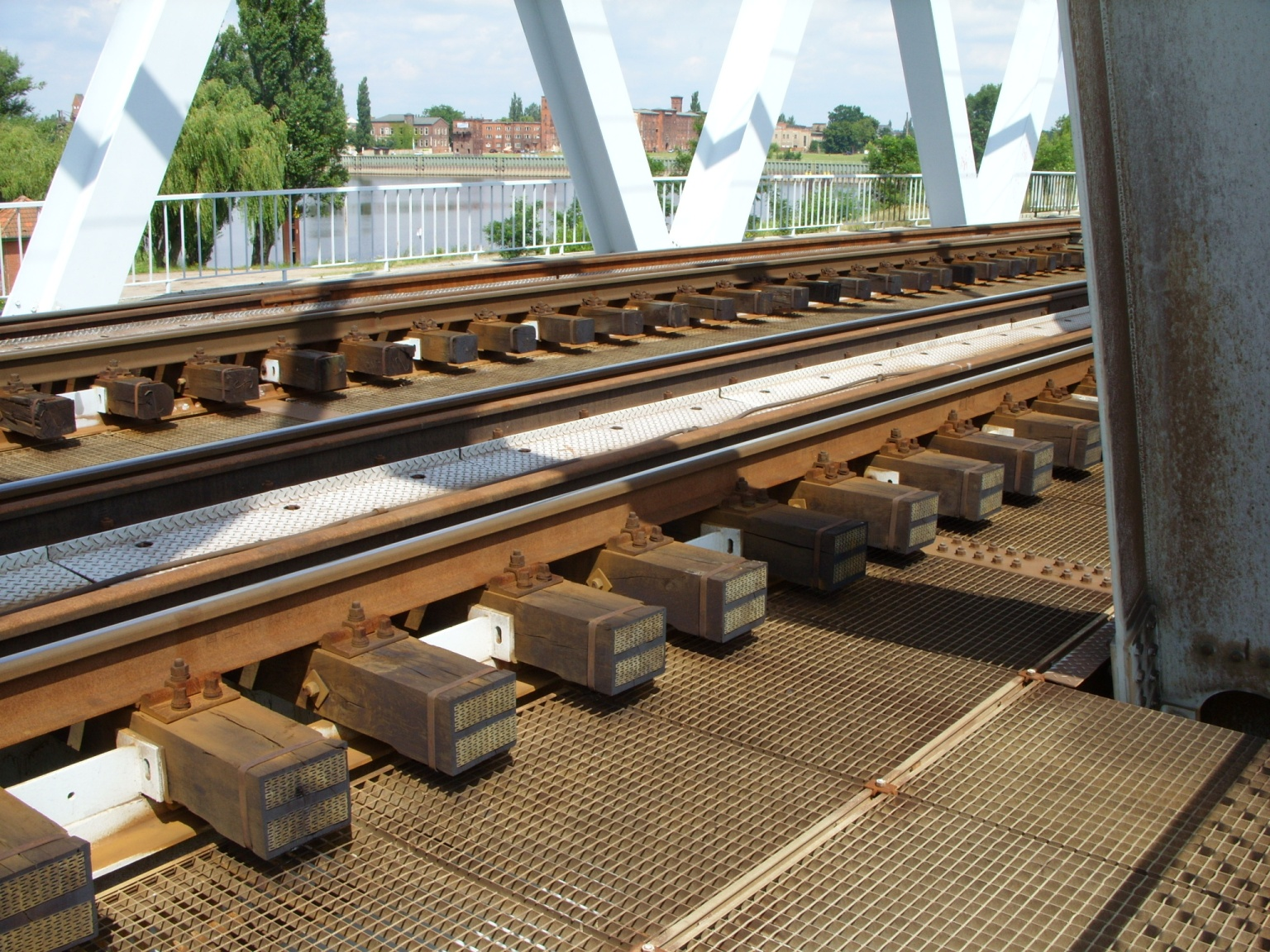
Schotterlos verlegtes Gleis

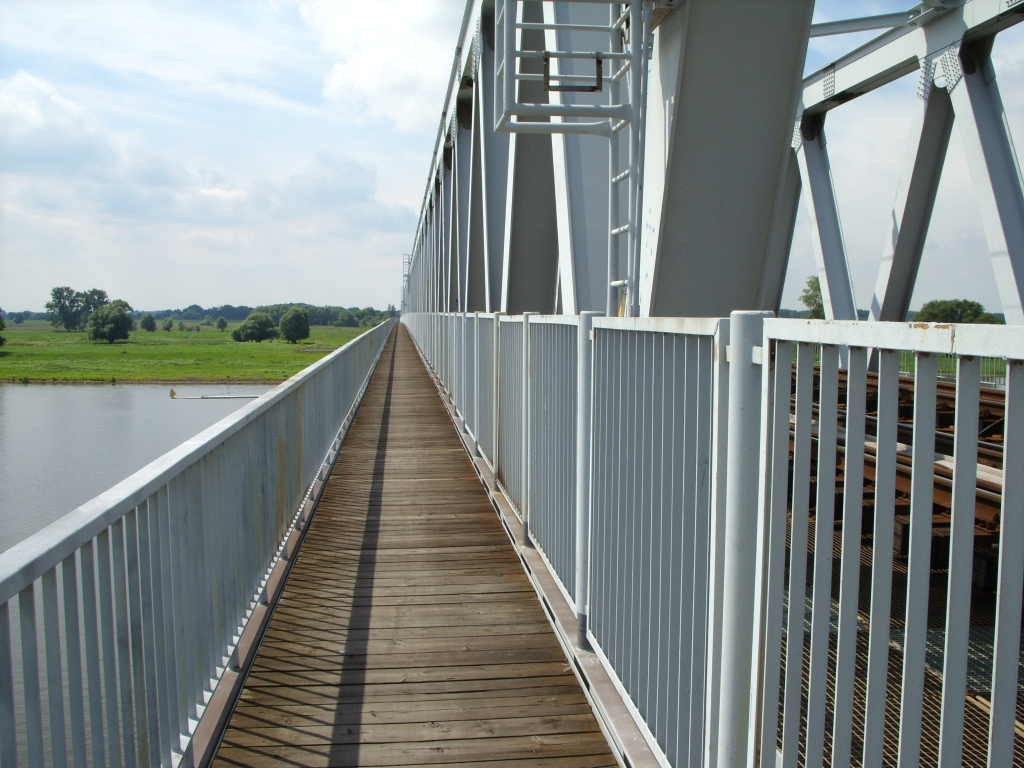
Fußgängerübergang

Die Elbebrücke Wittenberge ist mit 1030 Metern der längste Brückenneubau der Deutschen Reichsbahn in der DDR. Die Stahlkonstruktion, südöstlich von Wittenberge liegend, führt ab Streckenkilometer 50,7 die zweigleisige Bahnstrecke Magdeburg–Wittenberge über die Elbe (Stromkilometer 453,8) und das eingedeichte Vorland.

## Geschichte und Konstruktion

### Ursprungsbau (1851)
Im Juni 1847 begann die Magdeburg-Wittenbergesche Eisenbahngesellschaft auf Grundlage einer Planung von Anton Ferdinand Benda mit dem Bau des ersten 1443 Meter langen Brückenzuges über die Elbe. In den ersten Monaten wurden vor allem die umfangreichen Arbeiten zur Flussregulierung ausgeführt, die mit dem Brückenbau verknüpft waren, und als Vorarbeiten für das Errichten der Pfeiler und Widerlager etliche Spundwände gesetzt. Als nach der Winterpause im März 1848 die Arbeiten wiederaufgenommen werden sollten, brach in Deutschland die bürgerliche Revolution aus, die einen annähernden Stillstand der Arbeiten vom Frühjahr 1848 bis zum Herbst 1849 bedeutete. Aus dieser Bauverzögerung und der verschlechterten allgemeinen Wirtschaftslage ergab sich für die Eisenbahngesellschaft ein Sparzwang. Benda gelang es, die Planungen so zu modifizieren, dass einerseits ungefähr ein Viertel der ursprünglich kalkulierten Baukosten eingespart, und andererseits der lange Stillstand durch eine Verkürzung der Bauzeit etwas ausgeglichen werden sollte.
Das nach der neuen Planung ausgeführte Bauwerk bestand – beginnend am Wittenberger Ufer – zunächst aus einer Mauerwerks-Gewölbebrücke mit fünf Öffnungen je 18,9 Meter lichter Weite über die Taube Elbe bzw. die Stepenitz. Nach einem anschließenden 345 Meter langen Erddamm folgten im Bereich des Hauptstroms eine symmetrische eiserne Drehbrücke mit zwei Öffnungen von je 12,6 Metern Weite und einem mittigen 8,8 Meter dicken Pfeiler, dann eine Holz-Fachwerkkonstruktion mit 14 Öffnungen auf gemauerten Pfeilern, dabei drei Felder mit 40 Meter lichter Weite und elf Felder mit 54 Meter lichter Weite. Bis zum westlichen Ufer folgte noch eine Flutbrücke aus Mauerwerksgewölben mit zwölf Öffnungen je 18,9 Meter lichter Weite. Insgesamt 16 Pfeiler hatten eine Gründung auf Holzpfählen.
Die hölzernen Überbauten der Strombrücke wurden in Rautenfachwerk als Howe-Träger mit Fachwerkpfosten aus Rundeisenstangen ausgeführt. Die Brückenüberbauten wurden vorab auf dem Bauplatz zugerichtet und dann montiert; nur der erste 54 Meter lange Träger wurde bereits an Land fertig montiert und erfolgreich verschiedenen Belastungsversuchen unterzogen – erst daraufhin erfolgte die endgültige Baugenehmigung. Die Howe-Träger mit unten liegender Fahrbahn waren der wesentliche Faktor für die Einsparung von Kosten und Zeit; obwohl man davon ausging, dass sie trotz einer einfachen Imprägnierung mit Zink-Chlorid eine deutlich kürzere Lebensdauer haben würden als die Mauerwerksgewölbe und die eiserne Drehbrücke, verwies man ausdrücklich darauf, dass diese Lösung trotz des provisorischen Charakters sinnvoll sei und unter kaufmännischer Kalkulation bereits nach sechs Betriebsjahren eine Erneuerung in dauerhafterer Bauweise möglich sein würde. Um diese Erneuerung der Überbauten ohne längere Betriebsunterbrechung (also ohne Umsatzeinbußen im Eisenbahnbetrieb) zu ermöglichen, wurden zwischen der östlichen Drehbrücke und der westlichen Flutbrücke die Pfeiler in größerer Breite als zuerst geplant ausgeführt, so dass man ein zweites Gleis auf neuen Überbauten verlegen konnte, bevor man die alten Überbauten entfernte. Dass sich damit auch ein zweigleisiger Ausbau der gesamten Brücke bzw. Strecke erheblich vereinfachte, war zu dieser Zeit wegen des noch relativ bescheidenen Verkehrsaufkommens nicht ausschlaggebend.
Am 28. Oktober 1851 wurde die Brücke in Betrieb genommen. Die Baukosten betrugen 1.186.942 Taler, für die Flussregulierung hatte die Eisenbahngesellschaft weitere rund 335.000 Taler ausgegeben, die 1849 kalkulierte Kostenersparnis war damit realisiert. Nach dem Einbau eines Bohlenbelages für eine 4,1 Meter breite Fahrbahn konnte das Bauwerk ab 1852 während längerer Pausen im Zugverkehr auch vom Straßenverkehr benutzt werden, wie es schon Bestandteil der ursprünglichen Planungen war.

### Erneuerungen in Eisenfachwerk (1884/1911)
In den Jahren 1883 und 1884 wurden die 1851 als Provisorium angesehenen hölzernen Überbauten durch schmiedeeiserne Fachwerkkonstruktionen ausgetauscht.
Von 1909 bis 1911 folgte der zweigleisige Ausbau und Umbau der Brücke. Im Bereich der Strombrücke wurden zugunsten der Elbschifffahrt, des Hochwasserabflusses und der Schadensgefahr bei Eisgang zwei Pfeiler aus dem Flussbett entfernt. Eine stählerne Fachwerkbrücke mit geknicktem Obergurt und zirka 37,2 Meter Spannweite ersetzte die Drehbrücke samt ihrem Mittelpfeiler. Die folgenden zwei kurzen Brückenfelder wurden unter Abbruch des Zwischenpfeilers durch eine neue 84 Meter lange Stahlfachwerkbrücke überspannt, die als 11,5 Meter hoher Halbparabelträger ausgeführt war. Die restlichen Überbauten ließen die Preußische Staatseisenbahnen gegen Schwedlerträger mit 55,2 Meter Spannweite (bzw. 41,1 Meter im westlichen Endfeld) austauschen. Für das zweite Gleis wurden die neuen Überbauten (über den bereits 1851 in passender Breite gebauten Pfeilern) quasi verdoppelt. Das stromaufwärts (d. h. in der Position der 1851er Überbauten) gelegene Gleis wurde wiederum durch Einbau eines Bohlenbelages zur zusätzlichen Nutzung als Straßenbrücke hergerichtet.
Gegen Ende des Zweiten Weltkriegs, am 12. April 1945, sprengten deutsche Truppen die beiden östlichen Überbauten der Strombrücke mit dem dazwischen stehenden Strompfeiler, womit der Eisenbahn- und der Schiffsverkehr blockiert waren. Eine im Herbst 1945 von sowjetischen Truppen errichtete eingleisige hölzerne Behelfsbrücke ermöglichte kurzfristig wieder den Eisenbahnbetrieb. Im April 1946 wurden nach Wiederherstellung des zerstörten Strompfeilers ersatzweise für das südliche Streckengleis zwei stählerne Behelfsüberbauten vom System „Roth-Waagner“ eingebaut. 1947 folgten die Behelfsüberbauten für den nördlichen Brückenzug, der jedoch aufgrund der Demontage eines Streckengleises nur als Straßenüberführung genutzt wurde.
In diesem Zustand – mit nur einem Gleis ausgestattet und die zulässige Zuggeschwindigkeit auf 30 km/h reduziert – blieb das Brückenbauwerk bis 1950. In diesem Jahr folgte die Wiederinbetriebnahme des zweiten Gleises, wobei die Gleistrasse Stendal–Wittenberge auch vom Straßenverkehr benutzt wurde.
Da die Strecke Magdeburg–Wittenberge zu den wichtigen Nord-Süd-Verbindungen in der DDR gehörte, wurden von 1955 bis 1957 die Behelfsüberbauten durch neue Regelüberbauten ersetzt. Mit der Eröffnung der neuen Straßenbrücke über die Elbe endete im Jahr 1976 der zusätzliche Straßenverkehr auf dem Bauwerk.

### Neubau (1987)
Aufgrund der Elektrifizierung der Bahnstrecke wurde von 1982 bis 1987 der komplette Brückenzug durch einen 1030 Meter langen Neubau ersetzt. Es war der längste Brückenneubau der Deutschen Reichsbahn. Die 14-feldrige Brücke hat als Konstruktionssystem in Längsrichtung drei Durchlaufträger mit zweimal fünf und einmal vier Feldern und ist in Stahl als pfostenloses Strebenfachwerk ausgeführt. Die Schwellen sind ohne Schotterbett direkt auf der Brückenunterkonstruktion befestigt. Auf der Oberstromseite ist ein Fußgängersteg vorhanden. Die Durchfahrtshöhe beträgt für Schiffe 6,09 Meter beim höchsten Schifffahrtswasserstand. Damit zählt das Bauwerk zu den niedrigen Brücken, die die Elbe überspannen.